# Claudia Gagnon
Claudia Gagnon (* 1. Dezember 1998 in Chicoutimi) ist eine kanadische Shorttrackerin.

## Werdegang
Gagnon startete international erstmals bei den Juniorenweltmeisterschaften 2018 in Tomaszów Mazowiecki und gewann dort die Goldmedaille mit der Staffel über 3000 m. Ihr Debüt im Weltcup hatte sie zu Beginn der Saison 2018/19 in Calgary. Dort belegte sie den 21. Platz über 1500 m, den sechsten Rang über 500 m und den dritten Platz mit der Staffel. In der Saison 2019/20 kam sie mit zwei 12. Plätzen und Platz fünf auf den 20. Platz im Weltcup über 1500 m. Zudem wurde sie in Salt Lake City Dritte und in Dordrecht Zweite mit der Staffel. Bei den Vier-Kontinente-Meisterschaften 2020 in Montreal gewann sie mit der Staffel die Silbermedaille.

## Persönliche Bestzeiten
- 500 m      43,144 s (aufgestellt am 4. November 2018 in Calgary)
- 1000 m    1:27,817 min (aufgestellt am 12. März 2023 in Seoul)
- 1500 m    2:22,979 min (aufgestellt am 21. Oktober 2023 in Montreal)

## Weltcupsiege im Team
| Nr. | Datum             | Ort      |
| --- | ----------------- | -------- |
| 1.  | 11. Dezember 2022 | Almaty 1 |